# Leah Poulos
Leah Poulos (n. 5 octombrie 1951, Berwyn⁠(d), Illinois, SUA) este o sportivă ce a reprezentat Statele Unite ale Americii, medaliată olimpică. A participat la 3 ediții ale Jocurilor Olimpice (1972, 1976, 1980) în care a câștigat 3 medalii de argint.